# Plymouth, Iowa
Plymouth är en ort i Cerro Gordo County i delstaten Iowa, USA.